# Salitral (Morropón)
Salitral, cuyo nombre completo es San Andrés de Salitral, es un pueblo peruano ubicado en el departamento de Piura, en la provincia de Morropón, en el distrito de nombre homónimo. Es a su vez capital del distrito ya mencionado.

## Ubicación
El pueblo se ubica en el distrito de nombre homónimo, cerca del poblado de Malacasí. El pueblo se localiza entre una larga cadena de montañas y cerros. A su vez, se ubica cerca del río Bigote, el cual suele incrementarse su caudal cuando hay fuertes precipitaciones.

## Hitos y estructura urbana

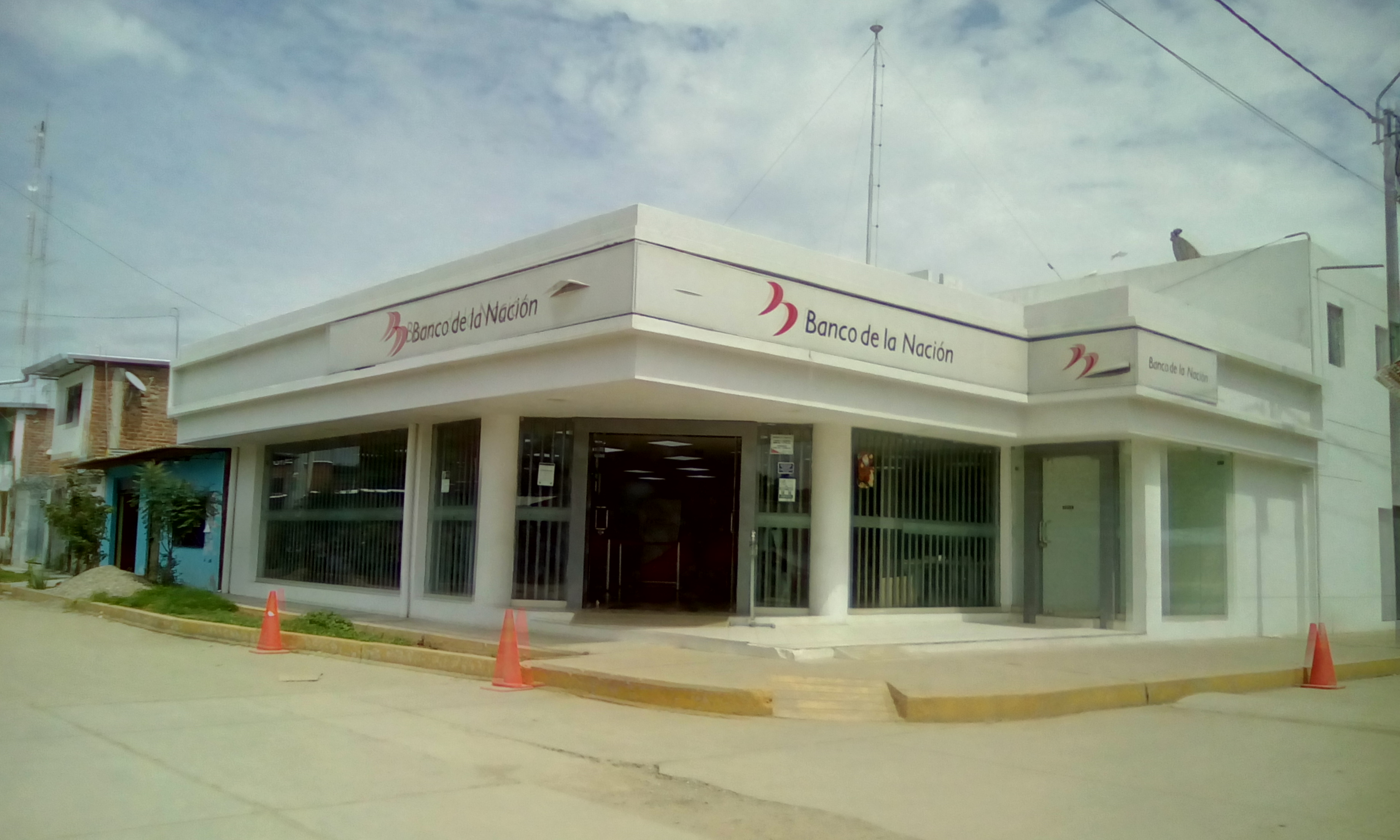
Sede del Banco de la Nación

En el pueblo de Salitral se ubica una plaza principal, un parque infantil, el estadio La Pampa del Gol, un centro de salud, una sede del Banco de la Nación, un colegio y un cementerio.
Está conectado por una carretera que conecta el pueblo con otros poblados como Malacasí, Bigote, La Pareja, etc. Además, se encuentra cerca a la intersección con la carretera que conecta Piura con Huancabamba.

## Demografía
En 2017 Salitral tenía una población de 1 021 habitantes.
| Gráfica de evolución demográfica de Salitral entre 1940 y 2017 |
|                                                                |
| Fuentes: Población 1940, 1993 y 2017                           |